# Kirchberg am Wagram
Pour les articles homonymes, voir Kirchberg.
Kirchberg am Wagram est une commune autrichienne du district de Tulln en Basse-Autriche.